# Ernestine Russell
Pour les articles homonymes, voir Russell.
Ernestine Jean Russell-Carter, née le 10 juin 1938 à Windsor, est une gymnaste artistique canadienne.

## Carrière
Elle est la première gymnaste féminine canadienne à participer aux Jeux olympiques lorsqu'elle concourt aux Jeux olympiques d'été de 1956 à Melbourne. Elle remporte aux Jeux panaméricains de 1959 à Chicago la médaille d'or du concours général individuel, du saut de cheval, des barres asymétriques et du sol ainsi que la médaille d'argent à la poutre. Elle dispute ensuite les Jeux olympiques d'été de 1960 à Rome.
Diplômée de l'université d'État du Michigan, elle devient par la suite entraîneur de gymnastique.